# Time Code
TIME CODE — открытый фестиваль молодёжной журналистики. ежегодный общероссийский фестиваль-конкурс для начинающих журналистов в возрасте до 23 лет. Проходит ежегодно с 2011 года в Екатеринбурге. Инициатор организации фестиваля — известный музыкант и общественный деятель Владимир Шахрин. В составе жюри конкурса — известные уральские и московские журналисты, профессиональные фотографы и телевизионные деятели. Заочный конкурс проходит в мае-июне, а финальное событие в формате открытой образовательной сессии — в октябре. Входит в перечень мероприятий Министерства Просвещения РФ, данных о победителях которых вносятся в Государственный информационный ресурс о лицах, проявивших выдающиеся способности.
Ежегодно на основе сведений о победителях и призерах утверждённого перечня конкурсных мероприятий формируется список претендентов на получение грантов Президента Российской Федерации для лиц, проявивших выдающиеся способности (в соответствии с Указом Президента Российской Федерации от 7 декабря 2015 г. № 607 «О мерах государственной поддержки лиц, проявивших выдающиеся способности»). Также сведения информационного ресурса используются при отборе школьников и студентов на научно-образовательные программы и профильные смены Образовательного центра «Сириус».

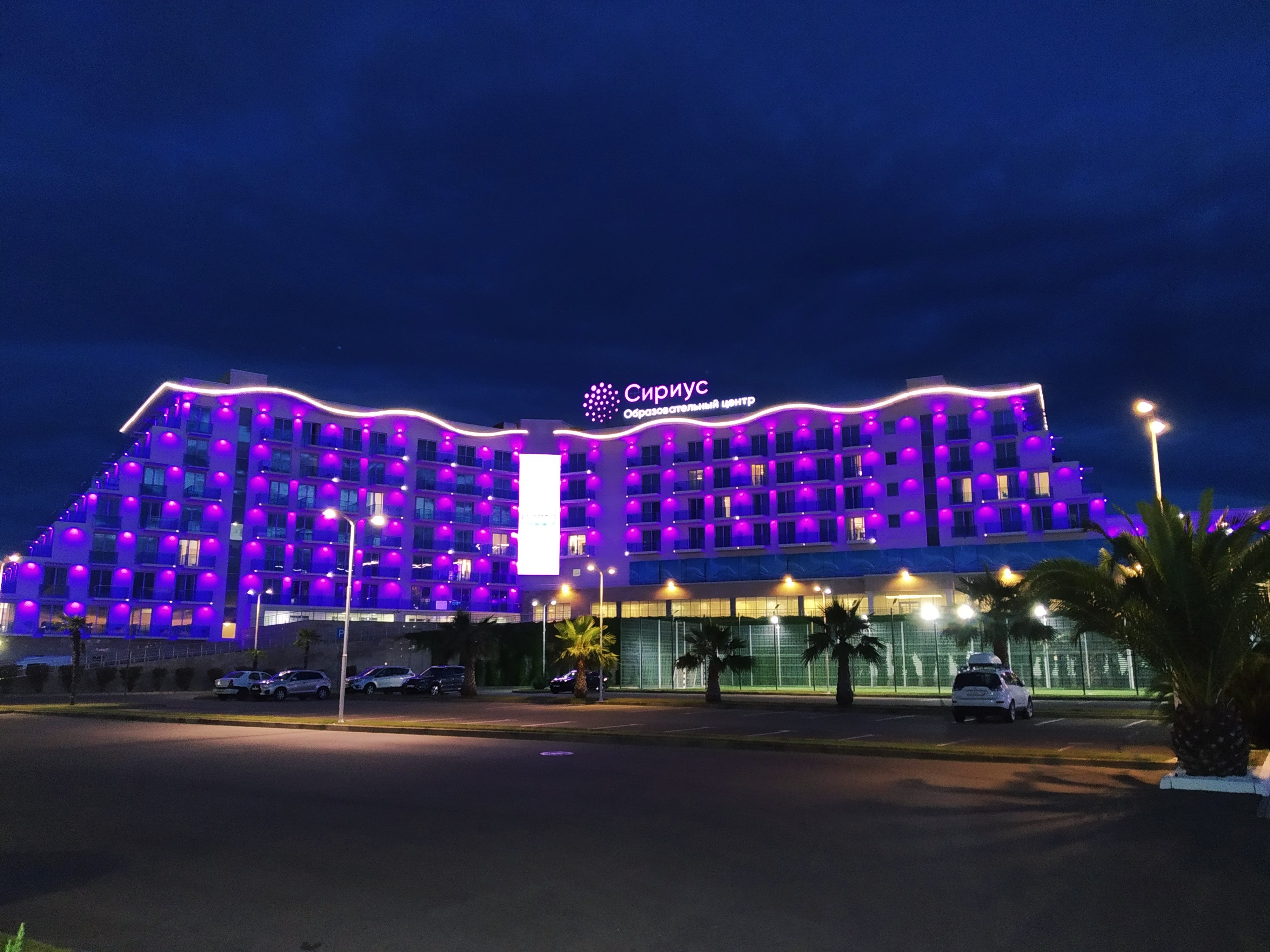
Образовательный центр Сириус

## История фестиваля
Изначально фестиваль молодёжный журналистики TIME CODE назывался «Областной Медиафестиваль». В 2013 году фестиваль вышел на новый уровень: после ребрендинга и запуска собственной онлайн-платформы стал открытым фестивалем молодёжной журналистикиTIME CODE, получим всероссийский масштаб. За более, чем 10-летнюю историю участниками фестиваля стали 2500 школьников и студентов.
В рамках образовательного финала проходит открытый лекторий по журналистике, видеопроизводству и фотографии. С мастер-классами и интенсивами в разные годы на фестиваля выступали ведущие журналисты, главные редактора, продюсеры, фотокорреспонденты, писатели и блогеры. Также в финале проводится Церемония награждения победителей и призеров конкурса начинающих журналистов в двух лигах — школьной и студенческой.

## Цели и задачи фестиваля
- Содействие самореализации и развитию творческих способностей детей и подростков.
- Вовлечение детей и подростков в активную общественно-полезную деятельность.
- Поддержка молодёжных СМИ, начинающих авторов, молодых журналистов, а также СМИ образовательных организаций различных типов и видов, освещающих молодёжную тематику.
- Создание и развитие единого информационного медиапространства.
- Активизация деятельности юных корреспондентов, поддержка интереса СМИ к информационному сопровождению социально значимых проектов для молодёжи.
- Формирование нового телевидения для молодёжи, основой которого должна стать идеология добра, мира и созидания.

## Конкурсные номинации фестиваля
Победители определяются в двух лигах: школьная лига — возраст участников 10-18 лет; студенческая лига — возраст участников 16-23 года.

Издания:
- Молодёжная газета
- Молодёжный журнал
- Онлайн-издание

Текст:
- Газетная/журнальная статья
- Газетное/журнальное интервью

Фото:
- Фоторепортаж;

Телевидение:
- Телевизионный репортаж;

Новые медиа:
- Мультимедийная история;
- Официальный аккаунт СМИ в социальной сети.

## Жюри
В разные годы в состав жюри фестиваля входили такие профессионалы, как российский художник, дизайнер, писатель, педагог, ведущий дизайнер Первого канала Александр Коротич и советский и российский кинорежиссёр, кинооператор, председатель Свердловского отделения Союза кинематографистов, Владимир Макеранец, тележурналист, режиссёр, ведущий программ, основатель и генеральный директор Телевизионного агентства Урала (ТАУ) — Иннокентий Шеремет, командор отряда «Каравелла» и член Общественной палаты Свердловской области, Лариса Крапивина.
Бессменным председателем комиссии жюри является бывший декан Факультета журналистики УрФУ Борис Николаевич Лозовский.